# 傑雷米·布朗
傑雷米·布朗（Jeremy Browne，1970年5月17日—）是一位英格蘭政治人物，他的黨籍是自由民主黨。在2005年至2015年，他擔任湯頓迪恩選區選出的英國下議院議員。他曾經擔任英國內政部大臣。